# La Carcajada

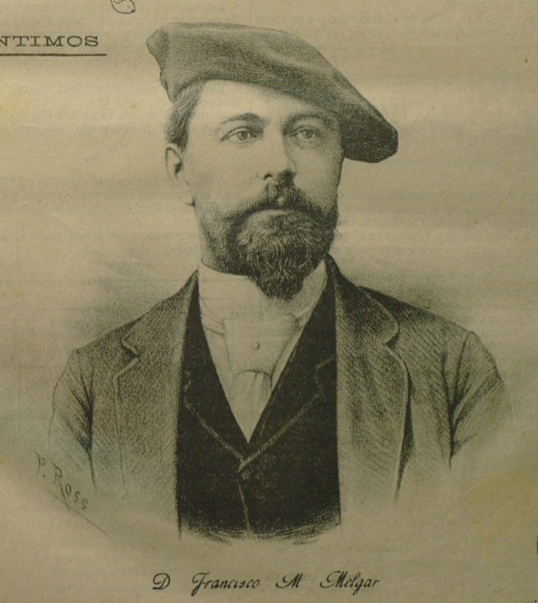
Imatge publicada el 9 de gener de 1891 a la revista.

La Carcajada fou una publicació de sàtira política, de tendència republicana i federal, publicada en castellà a Barcelona entre gener i octubre de 1872. Va canviar d'encapçalament diverses vegades: La Flaca, La Risotada, La Risa, La Madeja política, El Lío y La Madeja. En acabar la tercera guerra carlina, la revista es va deixar de publicar.
Era un setmanari il·lustrat, amb poemes i textos molt irònics. Imprès a quatre pàgines, dues de les pàgines incloïen una litografia de quatre colors on solia aparèixer caricaturitzada la monarquia, el poble o la república. Les imatges eren signades per Tomás Padró i Pedret (1840-1877), que firmava amb el pseudònim d'AºWº.
L'Arxiu Històric de Girona disposa del números publicats entre el 17 de gener de 1872 i el 4 d'octubre de 1873.
L'Arxiu de Revistes Catalanes Antigues disposa del números publicats entre el 17 de gener de 1872 i el 31 d'octubre de 1872.

## Naixement
La revista La Carcajada veu la llum el 17 de gener de 1872 a Barcelona, en l’Espanya de la Restauració. Tenia bons col·laboradors; els textos apareixien sense signar o amb pseudònim, però el més destacable és la qualitat de les il·lustracions, realitzades en quadricromia per Tomàs Padró i Pedret. Les caricatures, que van marcar època, van fixar l'estil i els tipus del caricaturisme polític de l'Estat espanyol del segle xix. Va ser editada per l'editor i també litògraf D. Juan Vazquez, i estava a càrrec de la impressió de Luis Tasso.
Aquesta revista té origen en la continuació de La Flaca, publicació que va patir diverses suspensions i, per evitar la censura, es va publicar sota diverses capçaleres, com La Carcajada, La Risa o La Madeja.
Una reproducció d’un fragment de l'editorial fundacional de La Carcajada:
‘Recordando aquella célebre epistola del no menos célebre señor Puig y Llagostera, referente á la administracion de la isla de Cuba, hemos venido, á pesar nuestro, á fijarnos en 108 ejemplos de probidad y buen celo que nos ofrece la conducta del administrador de estas aduanas, señor don Leonardo Ondarza, al cual le enviamos nuestros plácemes ¿Por qué no se ban de elegir para aquellas comarcas empleados tan dignos como este? ¡Que contraste el de las autoridades que llevan la inmoralidad al escandaloso estremo de recibir un sueldo de las casas de juego!. .. Honor á la moralidad, do quiera que se albergue en la España con honra ó sin ella [...]!’
Sonrisas, La Carcajada, No. 1 del 17 de Enero de 1872, Barcelona.
El preu de La Carcajada era especificat a l'entrada de la revista. A Espanya era de 16 reals cada 12 números, que haurien de ser pagats anticipadament. Si només volies un número individual, el seu preu era de 2 reals, i, si no eres a Espanya, el preu de 24 números era de 50 reals.
La periodicitat de La Carcajada també venia especificada a l'entrada de la publicació. En principi era setmanal i es publicava cada dijous, però a veces sofrien suspensions provocades pel govern, i feien publicacions intermitents, per això moltes vegades indicaven a l'entrada que ‘saldrà cuando pueda’.
Per acabar, el format de la Carcajada era: Quadern plegat de 4 pàgines a color.

## Història
Al llarg de la vida d’aquesta revista, va patir moltes suspensions. Bàsicament aquesta revista existeix fruit d’una suspensió a la revista La Flaca.
Una altra reproducció d’un fragment rellevant de La Carcajada: 
‘Pacificada en breve la Navarra y la Vizcaya y el resto de la Península en la tranquilidad que todos esperamos, se dice que el Ilustre general Serrano volverá á esta corte á dirigir por su mano el brioso corcel de la situacion que los sagastinos no han sido capaces de dominar.
Consideramos fundada la eleccion, pues en efecto y en honor á la verdad el general Serrano. ha dado pruebas á la nacion y al trono, desde sus mocedades, de ser un habilísimo ginete.
La fuerte racha que se dejó sentir hace poco en la Península, arrancó algunos árboles de cuajo y arrebató por los aires varios y curiosos objetos que han sido recogidos en diferentes latitudes del globo. Sabemos que en el Polo Norte fué hallado un tupé que se supone perteneció á un alto personaje de la situacion. [...]’
Sonrisas, La Carcajada, No. 17 del 3 de Juny de 1872, Barcelona.
Aquest fragment pertany al número 17, el qual va ser retirat i substituït per les capçaleres de La Risotada. A més, va haver-se d’imprimir a Madrid junt amb el número 19. La impremta estava a càrrec de J.E. Morete.
La Flaca apareix el 27 de març de 1869, data deduïda, ja que s'hi pot llegir 'marzo del primer año del último entorchado de D. Juan Prim', i acaba amb el núm. 100, publicat el 3 de setembre de 1871. Continua amb el títol La Carcajada. Després de la retirada ja mencionada del número 17 i 19, li continua La Risotada, que publica dos números, l'1 i el 6 de juny de 1872; i per La Risa, que publica un número el 15 de juny del mateix any. La publicació es reprèn novament amb el títol La Carcajada, el núm. 20, del 22 de juny de 1872. Acaba amb el núm. 37, del 31 d'octubre de 1872. Recupera el títol primitiu de La Flaca. Comença amb el núm. 38, el 7 de novembre de 1872. Acaba amb el núm. 84, el 4 d'octubre de 1873. Continua la numeració de La Carcajada.
Segueix amb el títol La Madeja política, l'1 de novembre de 1873. Els núm. 15-21 són substituïts per El Lío, que publica 7 números, del 7 de febrer al 18 d'abril de 1874. Reprèn amb el núm. 22, el 2 de maig de 1874. Acaba amb el núm. 50, el 19 desembre de 1874. El títol La Madeja, comença el 2 de gener de 1875. Acaba amb el núm. 22, el 3 de març de 1876.
Els números més rellevants d’aquesta revista són els que van provocar la seva suspensió: El número 17 i el número 19, a més del No. 1 i l’últim, el No. 37.
Les seccions principals de la revista que es repetien a cada un dels seus números era a la primera pàgina, una columna amb un passatge bíblic o un conte amb un aprenentatge relacionat amb la Bíblia i el cristianisme. A vegades, també, a algun número hi ha oracions o avisos i missatges cap als lectors, per informar-los d’una suspensió o conflicte amb el govern.
Després, a la primera pàgina, es continuava amb una notícia la majoria de vegades de caràcter polític.
A la segona pàgina, sempre hi havia una il·lustració de Tomàs Padró i Pedret, una caricatura que feia burla de la situació política de l’Espanya d’aquell moment.
I per acabar, a la tercera pàgina, Sonrisas, una història que continuaven a cada número que parlava de la situació històricopolítica de l’Espanya del s.XIX. També al final del tot, la Charada, un joc d’endevinalles.
Aquesta és una part fixa de tot el contingut que podia tenir aquesta revista, però sempre mantenia en comú en tots els seus números la temàtica. Sempre tractaria temes polítics de l’Espanya de la Restauració amb un to satíric i irònic.

## Final
La Carcajada va deixar de publicar el 31 d’octubre de 1872. Al seu últim número, el 37, comença amb un missatge informatiu:
‘La suspension de trabajos ocasionada por la huelga de los obreros impresores, nos impidió publicar el número correspondiente á la última semana. Confiamos que, transigiéndose pronto las diferencias que median entre dichos obreros y sus patronos respectivos, no nos veremos obligados á faltar en adelante á la puntualidad acostumbrada en nuestra publicacion.’
La Carcajada, No. 37 del 31 de Octubre de 1872, Barcelona.
Però les raons per les quals La Carcajada va deixar de publicar, segurament, són a causa de les contínues dificultats que tenia per fer publicacions i les constants suspensions que sofria per part del govern. Més d’un cop a alguns dels seus números, adverteixen als seus lectors d’això:
‘Suplicamos á los Sres. suscritores tengan la bondad de dispensarnos si sufre algun retardo la publicacion de nuestro semanario, pues causas completamente ajenas á nuestra voluntad y debidas á las especiales circunstancias que estamos atravesando nos impiden cumplir con la exactitud de costumbre, nuetros compromisos con el público. Efecto de ello ha sido la recogida por órden del Sr. Gobernador de Barcelona de todos Jos ejempIares deI número 16 y parte de los pertenecientes al número 15, si bien dicha autoridad nos ha ofrecido su devolucion tan luego como cesen dichas circunstancias'
Advertencia, La Carcajada, No. 17. Del 3 de Junio de 1872, Madrid.
Independentment de què La Carcajada deixes de fer publicacions, va continuar amb el mateix mètode amb el qual va néixer, adoptant un altre nom i seguint publicant per als seus lectors.

## Relació de directors, redactors i col·laboradors
D. Juan Vazquez, editor i litògraf.
Tomàs Padró i Pedret, il·lustrador.
Luis Tasso, impremta de Barcelona.
'El Porvenir' de la viuda Bassas, impremta.
J.E. Morete, impremta de Madrid.
J. Medina, impremta de Barcelona.

## Requadre i fitxa amb imatge representativa
En aquesta imatge representativa, es pot observar el logo, els punts de subscripció, la correspondència i els preus de la subscripció. La pàgina està estructura en tres columnes.